# Заградиње
Заградиње је насељено мјесто у Босни и Херцеговини у општини Равно које административно припада Федерацији Босне и Херцеговине. Према попису становништва из 1991. у насељу је живјело 24 становника.

## Становништво
| Националност       | 1991. | 1981. | 1971. | 1961. |
| Срби               | 24    | 29    | 32    |       |
| Црногорци          |       |       | 1     |       |
| остали и непознато |       |       |       |       |
| Укупно             | 24    | 29    | 33    | '     |

| Демографија | Демографија | Демографија |
| Година      | Становника  | Становника  |
| ----------- | ----------- | ----------- |
| 1961.       | 42          |             |
| 1971.       | 33          |             |
| 1981.       | 29          |             |
| 1991.       | 24          |             |

## Знамените личности
- Јоаникије Памучина, српски народни добротвор, књижевник, етнолог и архимандрит Српске православне цркве